# Хьюстон Астрос
Хьюстон Астрос (англ. Houston Astros) — профессиональный бейсбольный клуб, базирующийся в Хьюстоне, штат Техас. Основан в 1962 году. С 2013 года команда выступает в Западном дивизионе Американской лиги. Домашние матчи с 2000 года проводит на стадионе «Минит-Мейд-парк».
В 2017 году команда впервые в своей истории стала победительницей Мировой серии, обыграв в семи матчах «Лос-Анджелес Доджерс». Второй чемпионский титул «Астрос» выиграли в 2022 году.

## История

### Бейсбол в Хьюстоне
Первый организованный бейсбольный матч в Хьюстоне состоялся 21 апреля 1867 года и собрал более тысячи зрителей. Местная команда «Стоунволлс» обыграла соперников из Галвестона со счётом 35:2. В 1884 году была основана Техасская лига, одним из членов которой стала команда из Хьюстона. С 1921 года в городе играл клуб младшей лиги, входящий в фарм-систему «Сент-Луис Кардиналс».

### Основание клуба и первые годы
Франшиза Главной лиги бейсбола появилась в Хьюстоне с 1962 году во время расширения Национальной лиги с восьми до десяти команд. Новый клуб получил название «Кольт 45» в честь одного из самых известных револьверов Дикого Запада. Первым тренером в истории команды стал Харри Крафт. Первый официальный матч «Хьюстон Кольт 45» состоялся 10 апреля 1962 года на поле «Кольт Стэдиум», со счётом 11:2 были обыграны «Чикаго Кабс». Лидером нападения команды в дебютном сезоне был аутфилдер Роман Мехиас, отбивавший с показателем 28,6 % и выбивший 24 хоум-рана. Лучший из питчеров, Терк Фаррелл, одержал десять побед при двадцати поражениях с пропускаемостью 3,02. «Хьюстон» выиграл 64 игры регулярного чемпионата и финишировал на восьмом месте в Национальной лиге. В двух следующих сезонах команда одерживала по 66 побед. В сезоне 1964 года питчер «Кольт 45» Кен Джонсон стал автором первого в истории Главной лиги бейсбола ноу-хиттера в проигранном матче.

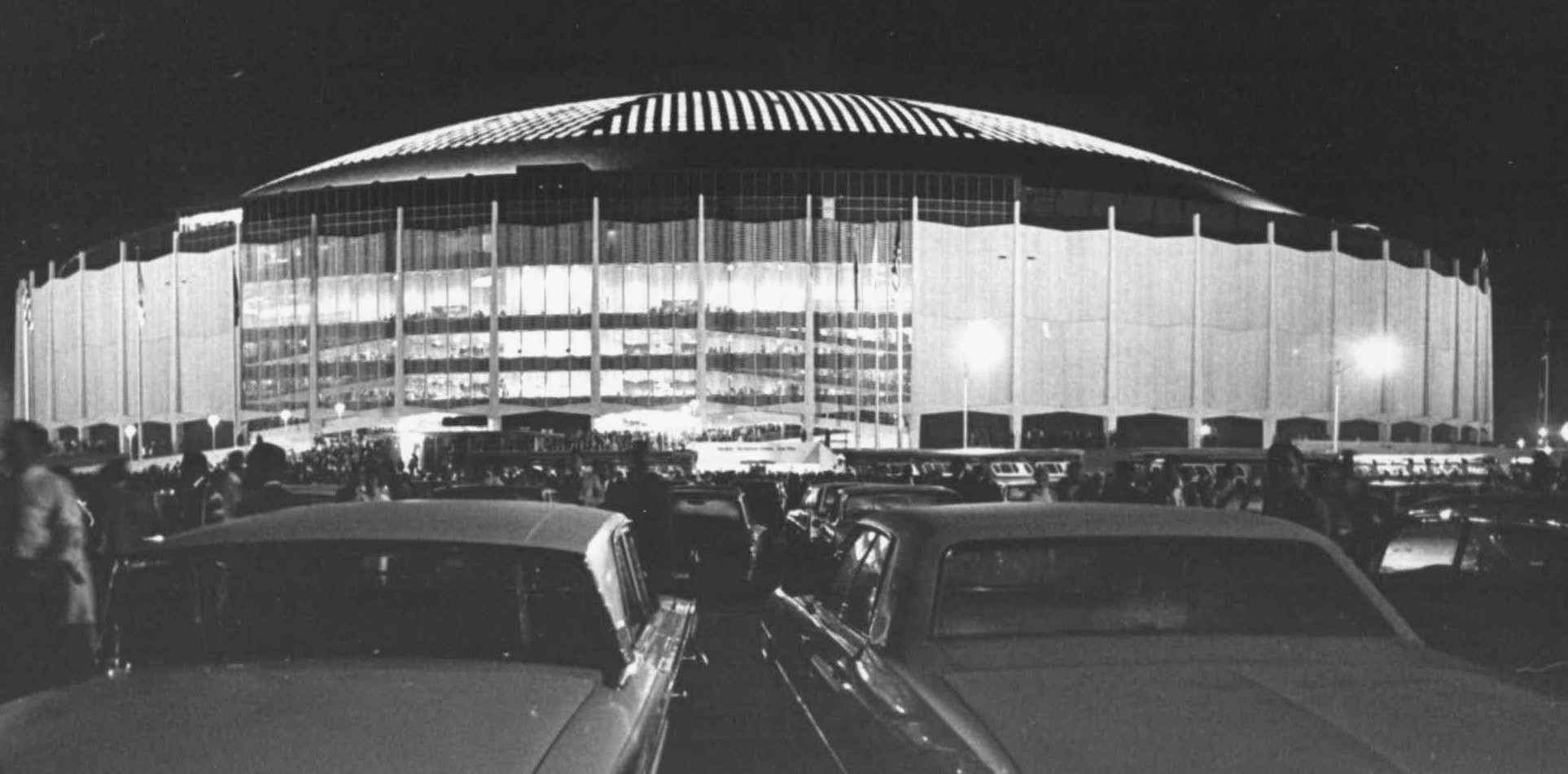
Внешний вид стадиона «Астродом», 1965 год.

Домашняя арена клуба «Кольт Стэдиум» не отличалась высоким уровнем комфорта для игроков и болельщиков. Главными проблемами являлись москиты, досаждавшие болельщикам и игрокам, и климатические условия: дневные игры проходили в жару, вечерами было очень холодно. Строительство новой крытой арены на территории округа Харрис началось в 1962 году. Общая стоимость работ, занявших три года, превысила 31 млн долларов. Новый стадион получил название «Астродом», владелец команды Рой Хофхайнц назвал его «восьмым чудом света». Главными его особенностями стали система контроля температуры внутри арены и искусственный газон Астротерф. Одновременно был осуществлён ребрендинг команды, переименованной в «Астрос». Новое название отсылало к американской космической программе, одним из центров которой был Хьюстон. Первый официальный матч на нём был сыгран 9 апреля 1965 года. Это также была первая игра Главной лиги бейсбола, прошедшая на крытом стадионе.

### Эра Джима Крейна
В 2011 году новым владельцем команды стал бизнесмен Джим Крейн. Группа инвесторов во главе с ним заплатила за франшизу 680 млн долларов, вторая по величине сумма в истории бейсбола. Частью сделки стало вступление клуба в соглашение по созданию регионального телеканала для трансляции игр «Астрос» и баскетбольной команды «Хьюстон Рокетс». В течение трёх сезонов «Астрос» находились в процессе перестройки и обновления состава под руководством нового генерального менеджера Джеффа Лунау. С 2011 по 2013 год команда проигрывала не менее ста матчей в регулярном чемпионате. В организации внедрялся новый подход к оценке игроков. Перед началом сезона 2014 года в журнале Sports Illustrated был опубликован материал об этом, где «Астрос» прогнозировали победу в Мировой серии в 2017 году. В этот период был сформирован костяк команды, которая в будущем выиграет чемпионский титул: Хосе Альтуве, Карлос Корреа, Джордж Спрингер, Алекс Брегман, Марвин Гонсалес, Даллас Кайкел и Лэнс Маккаллерс. В 2015 году главным тренером клуба был назначен Эй Джей Хинч. 

#### 2017: первое чемпионство

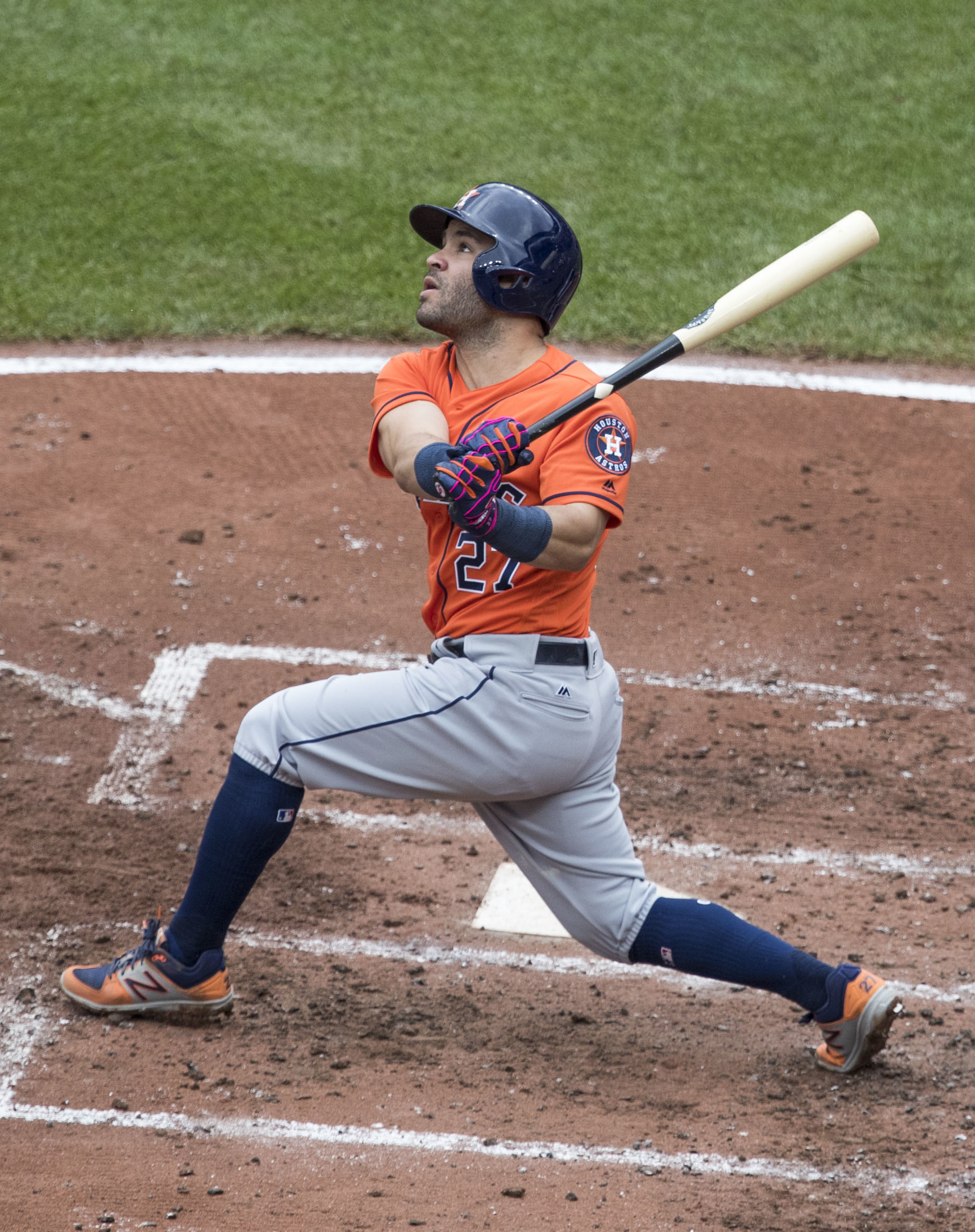
Самый ценный игрок Американской лиги Хосе Альтуве.

Регулярный чемпионат 2017 года «Астрос» начали с обновления клубного рекорда, в первых 34 матчах одержав 23 победы. В конце мая и начале июня команда провела серию из одиннадцати побед подряд, доведя их общее количество до 42. В конце августа Хьюстон попал по удар урагана Харви. Несмотря на введённое в городе чрезвычайное положение, менеджмент клуба успел до закрытия окна переходов провести обмен с «Детройтом», получив питчера Джастина Верландера. Из-за разрушений в городе Астрос три домашних матча провели в Сент-Питерсберге. На заключительном этапе чемпионата «Хьюстон» выиграл 22 из 30 матчей. Семнадцатого сентября команда досрочно гарантировала себе победу в дивизионе.
Шесть игроков «Астрос» в 2017 году приняли участие в Матче всех звёзд: Альтуве, Корреа, Спрингер, Кайкел, Маккаллерс и Крис Девенски. Этот результат стал лучшим за всю историю существования клуба. Хосе Алтуве по итогам сезона был признан Самым ценным игроком Американской лиги. До него эту награду в составе «Хьюстона» получал только Джефф Багвелл. 
В плей-офф Астрос одержали победы над «Бостон Ред Сокс» и «Нью-Йорк Янкис». В Мировой серии команда в семи матчах обыграла «Лос-Анджелес Доджерс» и впервые в истории стала обладателем Комиссионер Трофи. Самым ценным игроком серии был назван аутфилдер Джордж Спрингер, выбивший пять хоум-ранов. 

## Игроки

### Члена Зала бейсбольной славы
В Зал бейсбольной славы избрано одиннадцать человек, в разные годы игравших или работавших в «Хьюстон Астрос». Два игрока, Крейг Биджио и Джефф Багвелл, избраны в него непосредственно за свои достижения в составе команды. 
| Члены Зала бейсбольной славы | Члены Зала бейсбольной славы | Члены Зала бейсбольной славы |
| Год избрания                 | Имя                          | Амплуа/должность             |
| ---------------------------- | ---------------------------- | ---------------------------- |
| 1976                         | Робин Робертс                | Питчер                       |
| 1978                         | Эдди Мэтьюз                  | Игрок третьей базы           |
| 1990                         | Джо Морган                   | Игрок второй базы            |
| 1994                         | Лео Дерошер                  | Тренер                       |
| 1997                         | Нелли Фокс                   | Игрок второй базы            |
| 1998                         | Дон Саттон                   | Питчер                       |
| 1999                         | Нолан Райан                  | Питчер                       |
| 2015                         | Крейг Биджио                 | Игрок второй базы            |
| 2015                         | Рэнди Джонсон                | Питчер                       |
| 2017                         | Джефф Багвелл                | Игрок первой базы            |
| 2017                         | Иван Родригес                | Кэтчер                       |

### Зал славы «Хьюстон Астрос»
Планы по созданию клубного зала славы «Астрос» были обнародованы в январе 2019 года. На посвящённой этому пресс-конференции президент клуба по бизнес-операциям Рид Райан заявил, что это позволит «отдать дань уважения игрокам, тренерам и сотрудникам организации, оказавшим существенное влияние на жизнь города и болельщиков». Зал славы был открыт для посещений в конце марта, одновременно с началом регулярного чемпионата Главной лиги бейсбола. Он разместился на стадионе «Минит-Мейд-парк», за трибунами левой части поля. Одновременно с открытием в Зал славы были введены четырнадцать бывших игроков «Астрос» и два комментатора. Торжественное открытие памятных досок состоялось в начале августа. В 2020 году в Зал славы было избрано ещё шесть человек. 
| Члены Зала славы «Хьюстон Астрос» | Члены Зала славы «Хьюстон Астрос» | Члены Зала славы «Хьюстон Астрос»    |
| Год избрания                      | Имя                               | Амплуа/должность                     |
| --------------------------------- | --------------------------------- | ------------------------------------ |
| 2019                              | Джим Амбрайхт                     | Питчер                               |
| 2019                              | Боб Аспромонте                    | Игрок третьей базы                   |
| 2019                              | Джефф Багвелл                     | Игрок первой базы                    |
| 2019                              | Крейг Биджио                      | Игрок второй базы                    |
| 2019                              | Ларри Диркер                      | Питчер, тренер                       |
| 2019                              | Хосе Крус                         | Аутфилдер                            |
| 2019                              | Джо Морган                        | Игрок второй базы                    |
| 2019                              | Джон Никро                        | Питчер                               |
| 2019                              | Нолан Райан                       | Питчер                               |
| 2019                              | Шейн Рейнолдс                     | Питчер                               |
| 2019                              | Джей Ар Ричард                    | Питчер                               |
| 2019                              | Майк Скотт                        | Питчер                               |
| 2019                              | Дон Уилсон                        | Питчер                               |
| 2019                              | Джимми Уинн                       | Аутфилдер                            |
| 2019                              | Майло Хэмилтон                    | Комментатор                          |
| 2019                              | Джин Элстон                       | Комментатор                          |
| 2020                              | Лэнс Беркман                      | Аутфилдер, игрок первой базы         |
| 2020                              | Билли Вагнер                      | Питчер                               |
| 2020                              | Рой Освальт                       | Питчер                               |
| 2020                              | Сесар Седеньо                     | Аутфилдер                            |
| 2020                              | Боб Уотсон                        | Игрок первой базы                    |
| 2020                              | Рой Хофхайнц                      | Основатель и первый владелец команды |

## Статистика
| Команда          | Годы выступлений | Победы | Поражения | % побед |
| ---------------- | ---------------- | ------ | --------- | ------- |
| Хьюстон Кольт 45 | 1962—1964        | 196    | 288       | 40,5    |
| Хьюстон Астрос   | 1965—н. в.       | 4 405  | 4 378     | 50,2    |

По состоянию на 15 мая 2020 года

## Аффилированные клубы
По состоянию на 2020 год в систему «Хьюстон Астрос» входит пять команд младших лиг.
| Уровень | Команда                  | Город                        | Лига                          |
| ------- | ------------------------ | ---------------------------- | ----------------------------- |
| AAA     | Раунд-Рок Экспресс       | Раунд-Рок, Техас             | Лига Тихоокеанского побережья |
| AA      | Корпус-Кристи Хукс       | Корпус-Кристи, Техас         | Техасская лига                |
| A+      | Фейетвилл Вудпекерс      | Фейетвилл, Северная Каролина | Каролинская лига              |
| A       | Квад-Ситиз Ривер Бэндитс | Давенпорт, Айова             | Лига Среднего Запада          |
| SSA     | Трай-Сити Вэлликэтс      | Трой, Нью-Йорк               | Лига Нью-Йорка и Пенсильвании |